# Brent Dalrymple
G. Brent Dalrymple (Alhambra, 9 de maio de 1937) é um geólogo estadunidense.
É autor de The Age of the Earth e Ancient Earth, Ancient Skies. Foi laureado com a Medalha Nacional de Ciências.

## Publicações selecionadas
- Dalrymple, Brent (1994). The Age of the Earth. [S.l.]: Stanford University Press. ISBN 0804723311
- Dalrymple, Brent (2004). Ancient Earth, ancient skies: the age of Earth and its cosmic surroundings. [S.l.]: Stanford University Press. ISBN 0804749337
- Allan, Cox; Richard R. Doell and G. Brent Dalrymple (15 de junho de 1963). «Geomagnetic Polarity Epochs and Pleistocene Geochronometry». Nature. 198: 1049–1051. doi:10.1038/1981049a0